# Albin Zetterberg
Johan August Albin Zetterberg, född 27 maj 1884 i Tyresö församling i Stockholms län, död 31 oktober 1961 i Örgryte församling i Göteborg, var en svensk ingenjör.
Albin Zetterberg var son till disponenten Sven August Zetterberg och Anna Andersdotter. Efter studentexamen och civilingenjörsexamen på Kungliga Tekniska högskolan (KTH) var han montageingenjör hos Nya Förenade Elektriska AB (NFEA) 1908–1911, sedan chef för Bodens El AB och Sikfors Kraft AB 1911–1913, varefter han återvände till NFEA som chef för företagets Malmöfilial 1913–1916. När ASEA 1916 köpte upp NFEA blev Zetterberg chefsassistent vid dess Sundsvallsfilial i fyra år. 1920 blev han chef för Aseas filial i Umeå och 1925 för dess filial i Göteborg.
Zetterberg hade flera förtroendeuppdrag. Bland annat var han styrelseordförande i Elektriska Entreprenörsföreningens Göteborgsavdelning och Elektriska Propagandaföreningen i Göteborg samt vice styrelseordförande i Elektriska Arbetsgivareföreningens Göteborgsavdelning. Han var revisor i offentl. stift. Zetterberg företog resor till England, Tyskland och Frankrike. Han var ledamot i diverse ordenssällskap och hade flera utmärkelser, bland annat medalj från Patriotiska Sällskapet. Albin Zetterberg ägde villa i Örgryte i Göteborg samt gård och villa i Onsala.
Albin Zetterberg gifte sig 1912 med Carin Steiner (1887–1945). De fick fyra barn: ingenjören Sven Zetterberg (1913–1994), Sten Gustaf Zetterberg (1915–1922), civilingenjören Stig Zetterberg (1919–2007) och Elisabeth "Kickan" Chappell Lufler (född 1926), gift med amerikanske tennistränaren Bill Lufler.
Han är begravd på Göteborgs östra kyrkogård.